# 0.0. Duck
0.0. Duck alias Double-O Duck är en amerikansk Disneyfigur och en regeringsspion à la James Bond, boende i Kalle Ankas universum. Figuren skapades 1966 av Dick Kinney och Al Hubbard och kom till som en del av Disneys "overseas"-program på 1960-talet. "Overseas"-satsningen gick ut på att i USA producera specialgjorda Disneyserier för publicering i utlandet, främst Europa och Australien. Åtskilliga av de figurer som tillkom här, inklusive 0.0. Duck, har inte synts till i amerikanska tidningar. 
0.0. Duck har dykt upp i serier med Kalle Anka, Musse Pigg, Farbror Joakim, Knase Anka med flera. Äventyr med figuren har bland annat publicerats i Brasilien, Australien och Tyskland, dock inte i Sverige. 
0.0. har en assistent vid namn Mata Harrier.